# Franxault
Franxault é uma comuna francesa na região administrativa da Borgonha-Franco-Condado, no departamento de Côte-d'Or. Estende-se por uma área de 12,42 km². Em 2010 a comuna tinha 489 habitantes (densidade: 39,4 hab./km²).